# Anglikanischer Rosenkranz

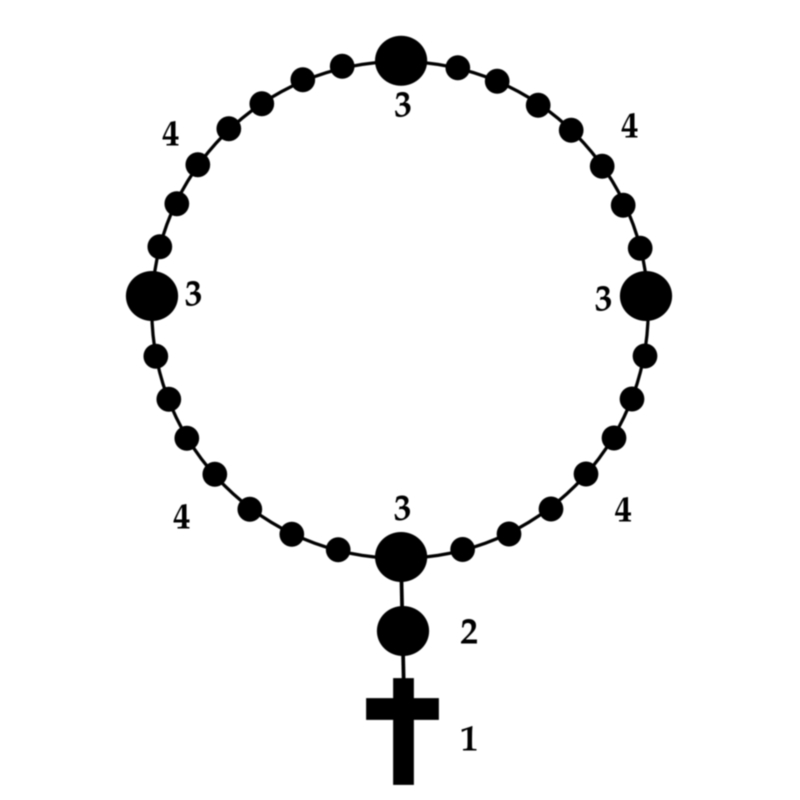
Aufbau des anglikanischen Rosenkranzes:
(1) The Cross
(2) The Invitatory
(3) The Cruciforms
(4) The Weeks

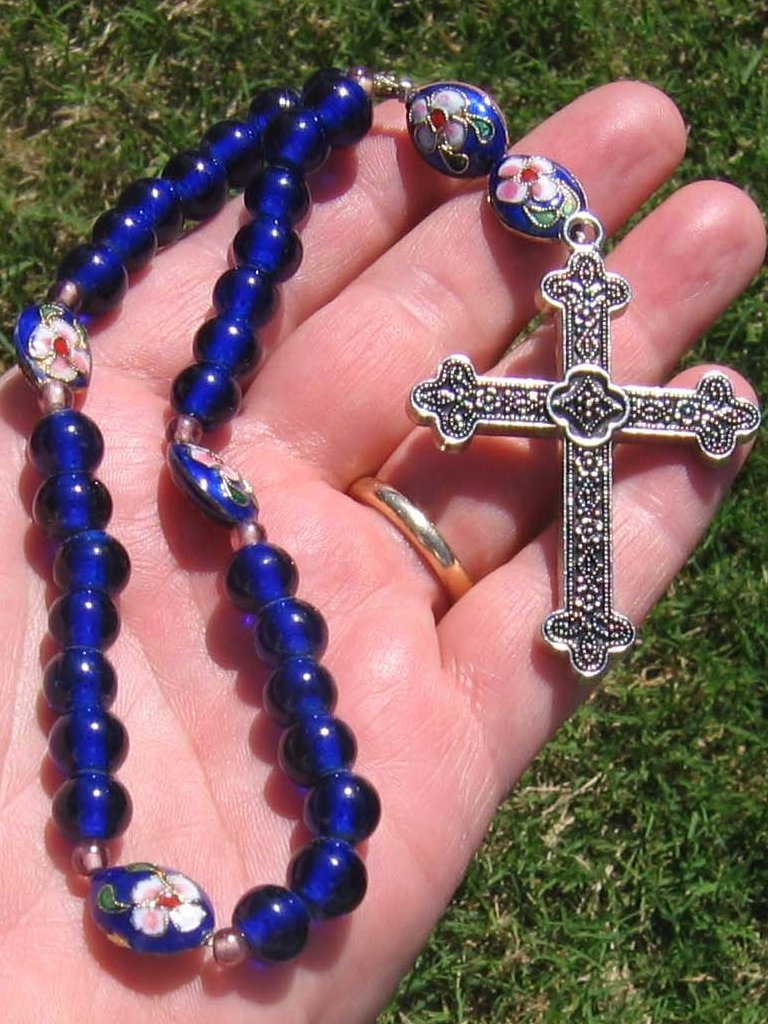
Anglican Prayer Beads

Der anglikanische Rosenkranz (Anglican Prayer Beads) ist eine verhältnismäßig neue Gebetsform, die Elemente des katholischen und orthodoxen Rosenkranzes enthält. Lynn Bauman entwickelte in den 1980er Jahren die Form des anglikanischen Rosenkranzes, der aus einem Kreuz und 33 Perlen besteht. Das Gebet beginnt am Kreuz, dann wird zur ersten großen Perle (The Invitatory) übergewechselt und sodann zu den vier Reihen weitergegangen, die aus je einer großen Perle (The Cruciforms) und sieben kleinen Perlen (The Weeks) bestehen.
Für das anglikanische Rosenkranzgebet gibt es keine feststehende Form. Jeder Beter kann sich die Gebete, die er an den einzelnen Perlen spricht, selbst zusammenstellen. Bekannt ist beispielsweise eine Gebetsfolge, die das Trisagion und das Jesusgebet einbezieht:
| The Cross: | Das Kreuz: |
| In the Name of God, Father, Son, and Holy Spirit. Amen. | Im Namen des Vaters und des Sohnes und des Heiligen Geistes. Amen. |
| The Invitatory: | Invitatorium: |
| O God make speed to save me, O Lord make haste to help me, Glory to the Father, and to the Son, and to the Holy Spirit: As it was in the beginning, is now, and will be forever. Amen. | Oh Gott, komm mir zu Hilfe, Herr, eile mir zu helfen. Ehre sei dem Vater, und dem Sohn, und dem Heiligen Geist, wie im Anfang so auch jetzt und alle Zeit und in Ewigkeit. Amen. |
| The Cruciforms: | Kreuzformende Perlen: |
| Holy God, Holy and Mighty, Holy Immortal One, Have mercy upon me. | Heiliger Gott, heiliger starker Gott, heiliger unsterblicher Gott, erbarme dich meiner.                                                                                          |
| The Weeks: | Wochenperlen: |
| Lord Jesus Christ, Son of God, Have mercy on me, a sinner. | Herr Jesus Christus, (Sohn Gottes,) erbarme dich meiner, eines Sünders. |